# Joseph Lemoine
Pour les articles homonymes, voir Lemoine.
Joseph Michel Lemoine, né le 27 juillet 1830 à Saint-Pierre où il est mort le 30 avril 1886, est un peintre français autochtone de l’archipel de Saint-Pierre-et-Miquelon.

## Biographie
Il est atteint de surdité et d’aphasie à l’âge adulte,,.
Il serait venu en France métropolitaine et plus particulièrement en Normandie, à Avranches de 1849 à 1850 puis à Granville de 1855 à 1857. Joseph Lemoine a sûrement été influencé par les peintures de grands paysages de « l'école de Barbizon ».

## Postérité
En 2019, une trentaine d’œuvres de Joseph Lemoine étaient exposées au musée de l’Arche.
En 2023, à l’issue d’un concours organisé par la Sauvegarde de l'art français, Naufrage d'une embarcation du navire Algérisas remporte le prix unique d'un montant de 8 000 euros pour sa restauration.

## Œuvres
Listes non-exhaustive :

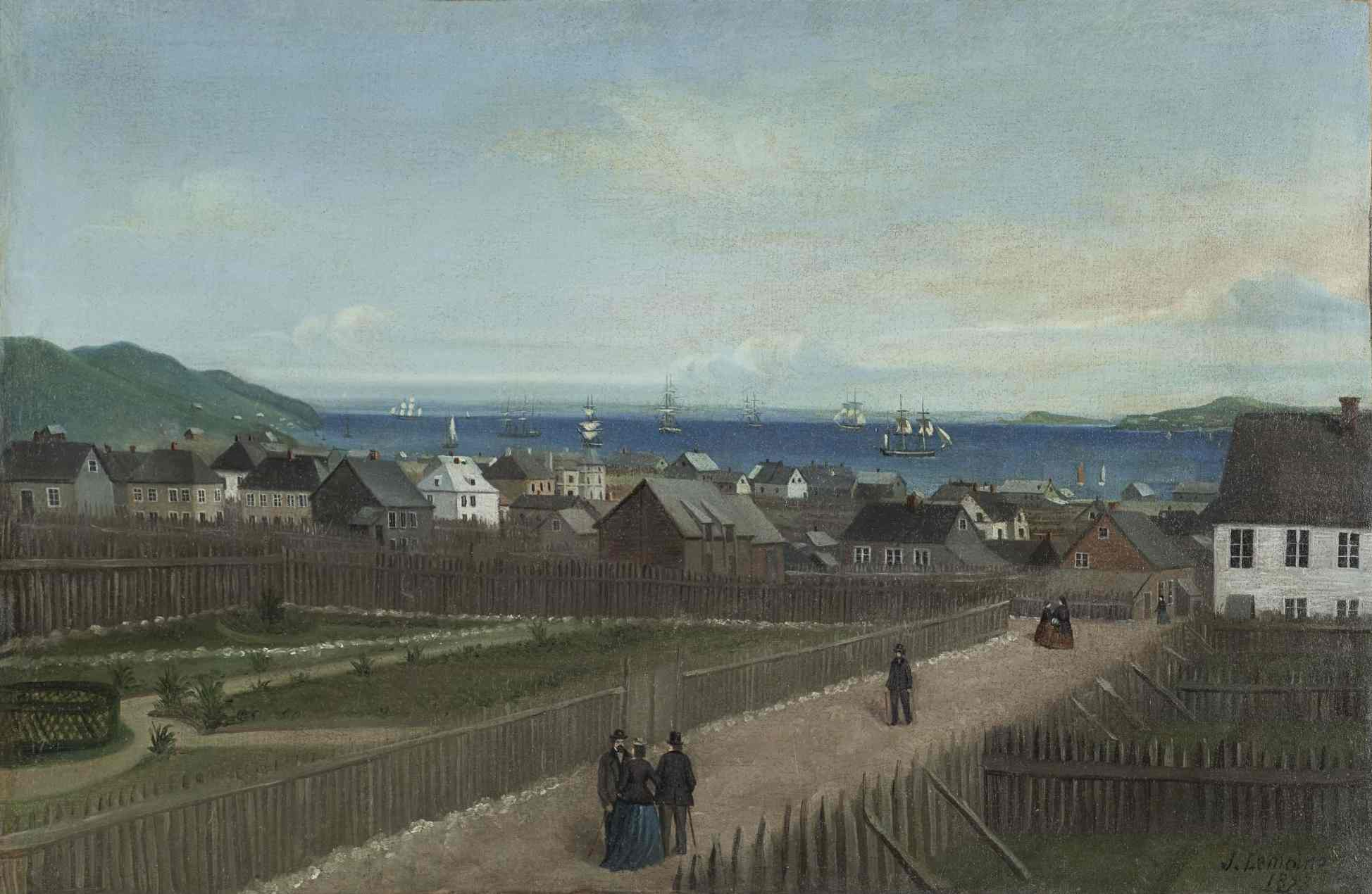
Vue de la ville de Saint-Pierre, 1875.

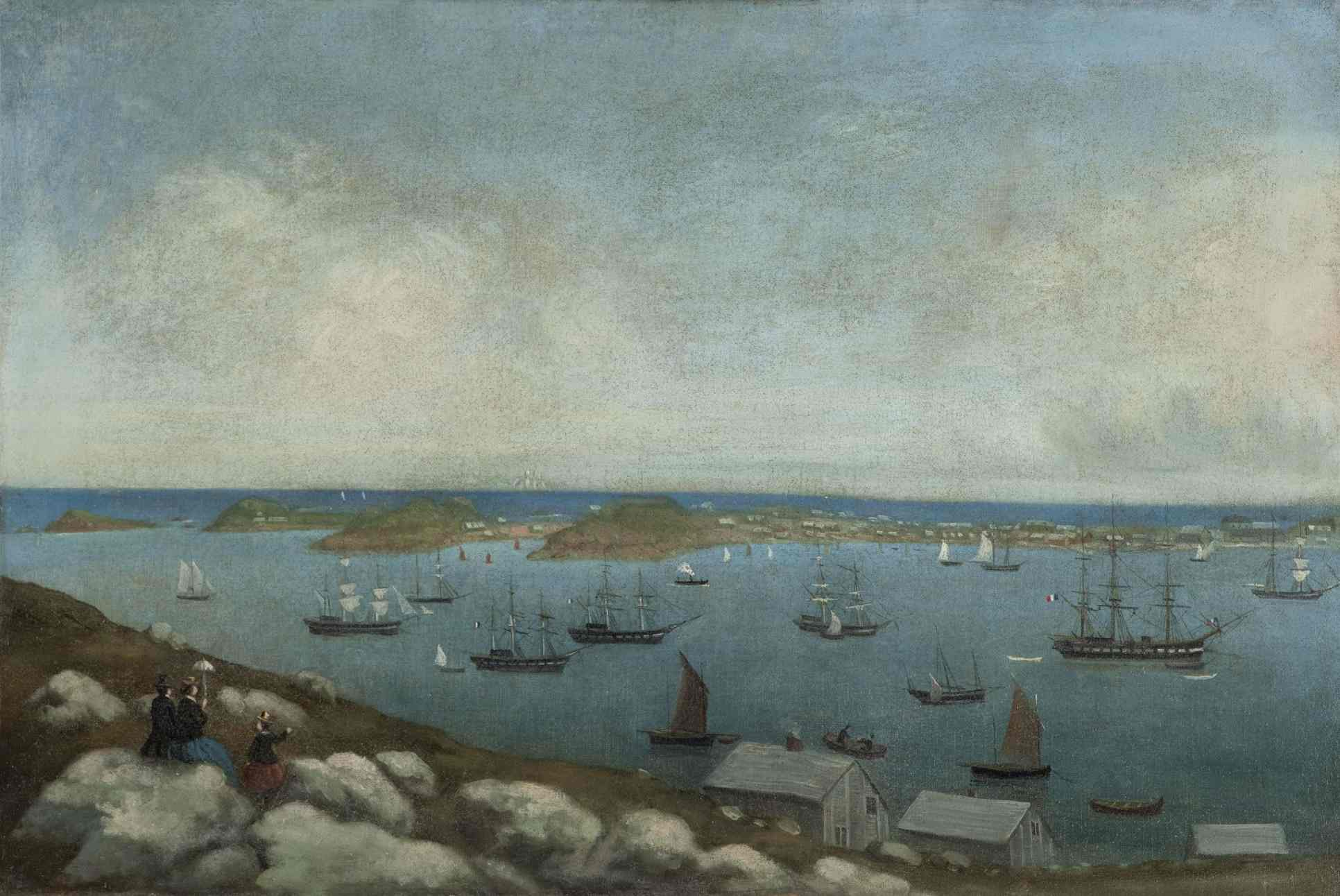
Vue de la rade de Saint-Pierre, 1875.

- Naufrage d'une embarcation du navire Algérisas, milieux du XIXe siècle[2].
- La Route de Gueydon, vers 1870[3].
- La Ville de Saint-Pierre avec l’Île-aux-Chiens[6].
- La Ville et la rade de Saint-Pierre sans l’Île-aux-Chiens,1873[6].
- La Route de Savoyard, vers 1870[3].
- Panorama de la ville de Saint-Pierre et de la rade, 1873[3],[9].
- L’entrée du port et I’Île aux Chiens, vers 1880.

Il est l’auteur du chemin de croix de la chapelle Notre-Dame-des-Marins,,. Conformément à la tradition chrétienne, ce chemin est composé de 14 stations, toutes restaurées peu avant la fin du mois d’octobre 2016.